# Río Iguazú

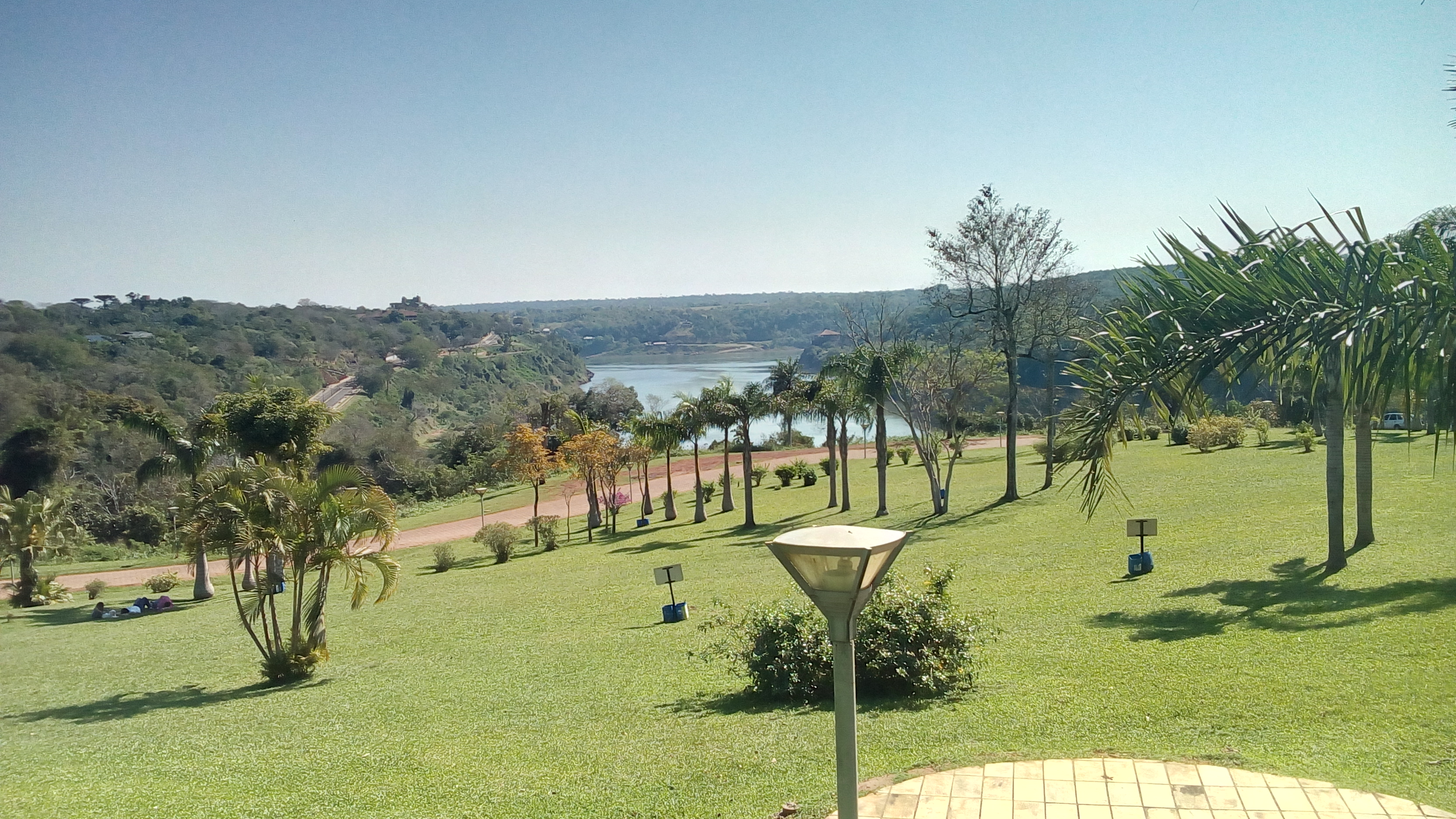
Paisaje del río.

El río Iguazú (Rio Iguaçu en portugués) es un río del sur de Brasil y del nordeste de la Argentina, en el centro-este de América del Sur. Pertenece a la cuenca del Plata. Nace en el cordón montañoso brasileño denominado Serra do Mar, en el estado de Paraná, y luego de un recorrido de aproximadamente 1300 kilómetros desemboca en el río Paraná.

## Tramos
Su curso se divide en dos: superior e inferior.
El Iguazú superior
También es llamado alto Iguazú. Es el tramo desde el nacimiento hasta las cataratas del Iguazú; transcurre mayormente en Brasil, solo el último tramo pasa a ser límite entre Brasil (margen derecha o septentrional) y la Argentina (margen izquierda o austral), a partir del punto donde recibe desde la margen izquierda las aguas del también binacional río San Antonio.  
Este tramo del río ha sido aprovechado de forma intensiva en Brasil, que ha construido sobre su curso las represas de Salto Santiago, Salto Caxias, Foz do Areia, Segredo y Salto Osório.
El Iguazú inferior
También es llamado bajo Iguazú. Y cubre la porción final del curso del río. En todo este tramo su recorrido también oficia de frontera entre ambos países. Comprende desde las cataratas hasta la desembocadura en la margen izquierda del río Paraná, en la triple frontera entre Argentina, Brasil y Paraguay. Las aguas del Iguazú y el Paraná no se mezclan inmediatamente, y durante largo tiempo se pueden advertir a simple vista las provenientes del Paraná: claras, límpidas y verdosas, recibiendo en remolinos las del Iguazú, que son oscuras y rojizas, y que terminan por difundir su color a las primeras. 
Justo antes de desembocar lo cruza el Puente Internacional Tancredo Neves, inaugurado en 1985, el cual une Argentina y Brasil.

## Etimología
Su nombre proviene de las palabras del idioma guaraní «y» (sonido entre la «i» y la «u») que quiere decir 'agua' y «guasu» (léase «guasú»), que significa 'grande', es decir: 'agua grande'. En el Brasil colonial fue conocido por mucho tiempo como Rio Curityba.
No debe confundirse este río, pese a la paronomasia y la idéntica etimología con el paraguayo río Yguazú.

## Cataratas del Iguazú
Unos 23 km antes de la confluencia se abre en un amplio delta, justo antes de desplomarse en las cataratas del Iguazú, que forman parte del Patrimonio de la Humanidad. Luego de las mismas el río surca un cañón de paredes de basalto (el bajo Iguazú). Antiguamente las cataratas se ubicaban en la desembocadura, pero la lenta erosión sobre los basaltos provoca que año tras años retrocedan centímetros. 